# Gabriele Schnaut
Gabriele Schnaut, född 24 februari 1951 i Mannheim, Baden-Württemberg, död 19 juni 2023 i Rottach-Egern, Bayern, var en tysk operasångerska (sopran).
Schnaut inledde sin operakarriär 1976 som mezzosopran, men då rösten fortfarande utvecklades bytte hon under slutet av 1980-talet röstfack till sopran. Schnaut blev känd för sin kraftfulla och dramatiska sopran. Som dramatisk sopran hade hon alltsedan dess världen som sitt arbetsfält i roller som Isolde i Tristan och Isolde, Brünnhilde, Elektra, Salome, Ortrud i Lohengrin, Färgarfrun i Die Frau ohne Schatten och Kundry i Parsifal. Från 2007 sjöng Schnaut alltmer dramatiska mezzoroller såsom Amman i Die Frau ohne Schatten och Herodias i Salome.